# Зайцеве (Новгород-Сіверський район)
Зайцеве — селище в Україні, у Коропській селищній громаді Новгород-Сіверського району  Чернігівської області. Населення становить 56 осіб. До 2016 у складі Вільненської сільської ради.

## Історія
12 червня 2020 року, відповідно до розпорядження Кабінету Міністрів України № 730-р «Про визначення адміністративних центрів та затвердження територій територіальних громад Чернігівської області», увійшло до складу Коропської селищної громади.
19 липня 2020 року, в результаті адміністративно-територіальної реформи та ліквідації Коропського району, увійшло до складу Новгород-Сіверського району Чернігівської області.

## Населення

### Мова
Розподіл населення за рідною мовою за даними перепису 2001 року:
| Мова       | Кількість | Відсоток |
| ---------- | --------- | -------- |
| українська | 49        | 87.50%   |
| російська  | 6         | 10.71%   |
| білоруська | 1         | 1.79%    |
| Усього     | 56        | 100%     |

## Символіка
На гербі зображено голову зайця, що вказує на назву селища (герб є промовистим) та три квітки льон. Льон є посилання на Коропський льонозавод, що знаходиться недалеко від села.